# Opatov (district de Svitavy)
Pour les articles homonymes, voir Opatov.
Opatov (en allemand : Abtsdorf) est une commune du district de Svitavy, dans la région de Pardubice, en Tchéquie. Sa population s'élevait à 1 169 habitants en 2024.

## Géographie
Opatov est arrosée par la Třebovka et se trouve à 9 km au nord-est de Svitavy, à 57 km au sud-est de Pardubice et à 151 km à l'est-sud-est de Prague.
La commune est limitée par Semanín et Třebovice au nord, par Anenská Studánka, par Dětřichov au sud-est, par Opatovec au sud, et par Mikuleč et Janov à l'ouest.

## Histoire
La première mention écrite du village date de 1347.

## Transports
Par la route, Opatov se trouve à 11 km de Česká Třebová, à 11 km de Svitavy, à 69 km de Pardubice et à 183 km de Prague.

## Jumelage
- Drezzo (Italie)